# Melicope confusa
Melicope confusa là một loài thực vật có hoa trong họ Cửu lý hương. Loài này được (Merr.) P.S. Liu mô tả khoa học đầu tiên năm 1962.